# Brecon Beacons

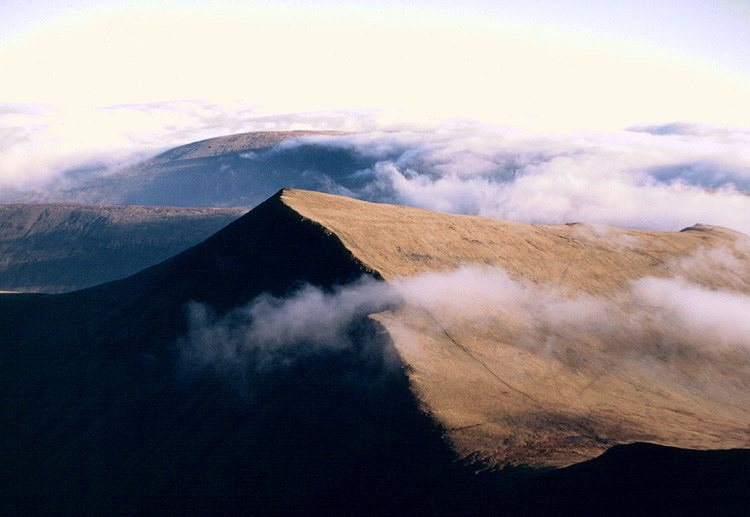
pohled na vrchol Cribyn - 795 m

Brecon Beacons (velšsky Bannau Brycheiniog, v překladu Brekonské strážní věže) je pohoří ležící v jihovýchodním Walesu. Nejvyšším vrcholem hor je Pen y Fan (886 m).

## Poloha
Brecon Beacons se rozkládá kolem městečka Brecon asi 70 km severně od Cardiffu v jižním Walesu. Oblast směrem na západ Brecon Beacons je známá jako Fforest Fawr (Velký prales), a byl vyhlášen organizací UNESCO jako geopark v roce 2005.

## Členění
Pohoří se topograficky dá rozdělit do tří skupin. Black mountain na západě, Central Brecon Beacons, kde se nalézá i nejvyšší vrchol a Black mountains na východě.

## Vrcholy
Nejvyššími vrcholy jsou:
- Pen y Fan (886 m)
- Corn Du (873 m)
- Cribyn (795 m)
- Fan y Bîg (719 m)

## Národní park

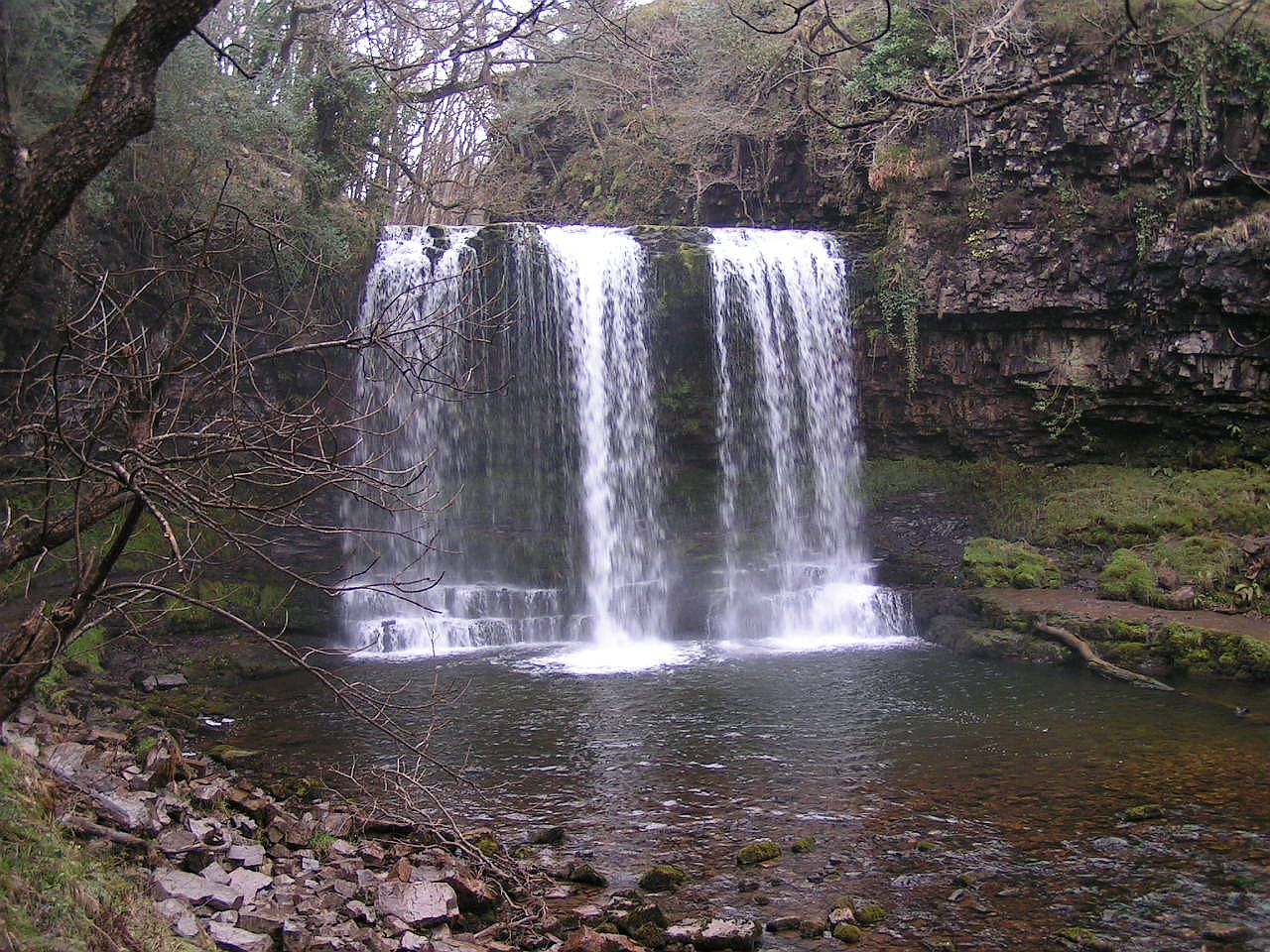
Vodopády Ystradfellte

Národní park zde byl vyhlášen v roce 1957, jako poslední ze tří Waleských parků (Národní park Snowdonia je nejstarší, vyhlášen byl v roce 1951). Park zaujímá plochu 1344 km². Chrání rozsáhlé listnaté lesy, dlouhá údolí, velká vřesoviště, jezera, vodopády, bohatou floru. Z fauny zde dominují hlavně draví ptáci. Park je známý také svými vodopády, včetně 27 metrů vysokého Henrhyd Waterfall a vodopády Ystradfellte. Známé jsou také zdejší jeskyně jako Ogof Ffynnon Ddu.

## Turismus
22. května 2005 byla otevřena cesta přetínající celý park Brecon Beacons v délce 100 mil. Cesta se jmenuje Beacons Way a jde z Abergavenny přes Crickhowell. Na konci jsou vesnice Bethlehem a Carmarthenshire. Populární aktivity v parku zahrnují turistiku, cyklistiku, jízdu na koni, plavbu, windsurfing, kanoistiku, rybolov, horolezectví a jeskyňářství.